# Knovíz
Obec Knovíz se nachází v okrese Kladno, kraj Středočeský, zhruba 8 km severoseverovýchodně od Kladna a 4 km jihovýchodně od Slaného. Žije zde 573 obyvatel.

## Historie
První písemná zmínka o Knovízi pochází z roku 1088, kdy vlastnila pozemky ve vsi (in Knouizi villa) vyšehradská kapitula. Název se odvozuje od osobního jména Knovid a znamená tedy „Knovidův“ (majetek, dvůr apod.). Do roku 1531 vlastnil Knovíz Václav Sestřenek. V tomto roce Knovíz převedl na Eufrozínu z Martinic.  V roce 1549 ho po ní zdědil Jan Bořita. Ten Knovíz r. 1558 postoupil kapitule Pražské. 

### Územněsprávní začlenění
Dějiny územněsprávního začleňování zahrnují období od roku 1850 do současnosti. V chronologickém přehledu je uvedena územně administrativní příslušnost obce v roce, kdy ke změně došlo:
- 1850 země česká, kraj Praha, politický i soudní okres Slaný[6]
- 1855 země česká, kraj Praha, soudní okres Slaný[6]
- 1868 země česká, politický i soudní okres Slaný[6]
- 1939 země česká, Oberlandrat Kladno, politický i soudní okres Slaný[7]
- 1942 země česká, Oberlandrat Praha, politický i soudní okres Slaný[8]
- 1945 země česká, správní i soudní okres Slaný[9]
- 1949 Pražský kraj, okres Slaný[10]
- 1960 Středočeský kraj, okres Kladno[11]

### Rok 1932
V obci Knovíz (737 obyvatel, telegrafní úřad) byly v roce 1932 evidovány tyto živnosti a obchody: autodílna, 2 autodopravci, 4 cihelny, 2 obchody s dobytkem, 2 holiči, 4 hostince, 2 koláři, konsum Včela, kovář, malíř pokojů, 2 mlýny, 2 obchody s ovocem a zeleninou, pekař, obchod s pleteným zbožím, 3 rolníci, řezník, 6 obchodů se smíšeným zbožím, 2 švadleny, stavební družstvo, 2 trafiky, 2 truhláři, 2 obchody s uhlím, zahradnictví.

## Pamětihodnosti
- Kostel Všech svatých

## Knovízská kultura
Podle obce je pojmenovaná knovízská kultura z mladší doby bronzové, jejíž pozůstatky byly objeveny roku 1892 v lokalitě Na hrudném, severozápadně od Knovíze. 

## Skalní útvary a rytiny
Při severovýchodním okraji vsi se v zalesněné stráni přímo nad posledními domy táhne pás pískovcových skalek, v němž vyniká bizarní útvar, skalní dvojvěž nazývaná Husova kazatelna či Husova skála.
V roce 2022 David Cimrman vytesal ve skalním pískovcovém útvaru rytinu Knovízského draka i znak obce. Jeho počínání ovšem vzbudilo kontroverze, dle starosty obce Vítězslava Richtera vytesal rytiny bez povolení a znak obce neodpovídá skutečnosti.

## Osobnosti
- Pavel Josef Šulc (27. června 1828 – 12. října 1897) byl český spisovatel a překladatel z němčiny, polštiny a francouzštiny historických románů a povídek a naučné prózy pro děti a mládež
- Felix Mann (11. prosince 1905 v Knovízi – 17. dubna 1942) byl za protektorátu zaměstnancem "dynamitky" - podniku Explosia Semtín u Pardubic. Zpravodajsko-sabotážní skupině Tři králové
- Alois Pravoslav Trojan (2. dubna 1815 Knovíz – 9. února 1893) byl český právník a politik, poslanec Českého zemského sněmu a Říšské rady, předseda mladočeské strany
- Jan Švankmajer (* 4. září 1934 Praha) – český filmový režisér, animátor, spisovatel, v bývalém kině uprostřed vsi provozuje svůj ateliér

## Fotografie

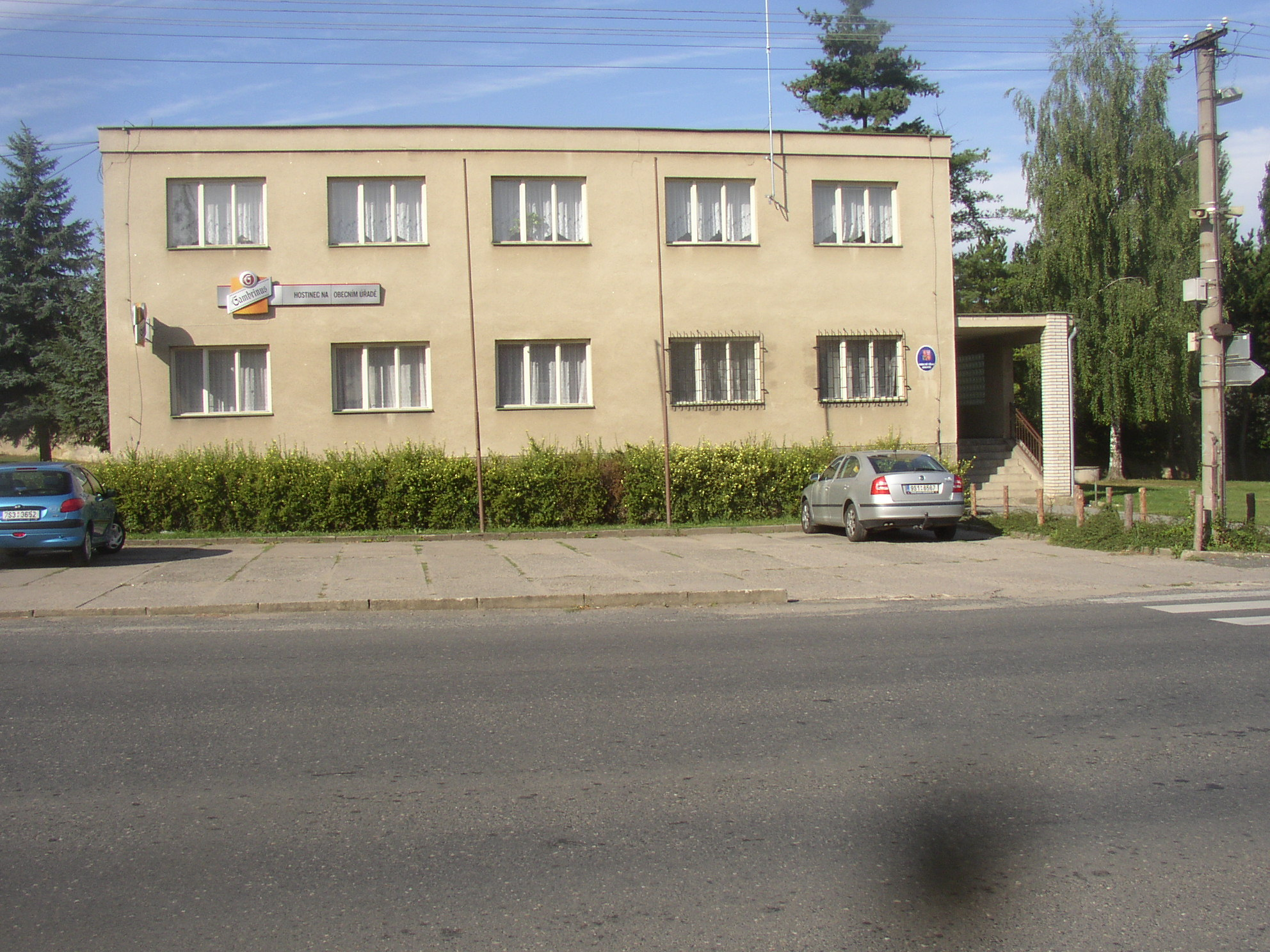
Obecní úřad Knovíz
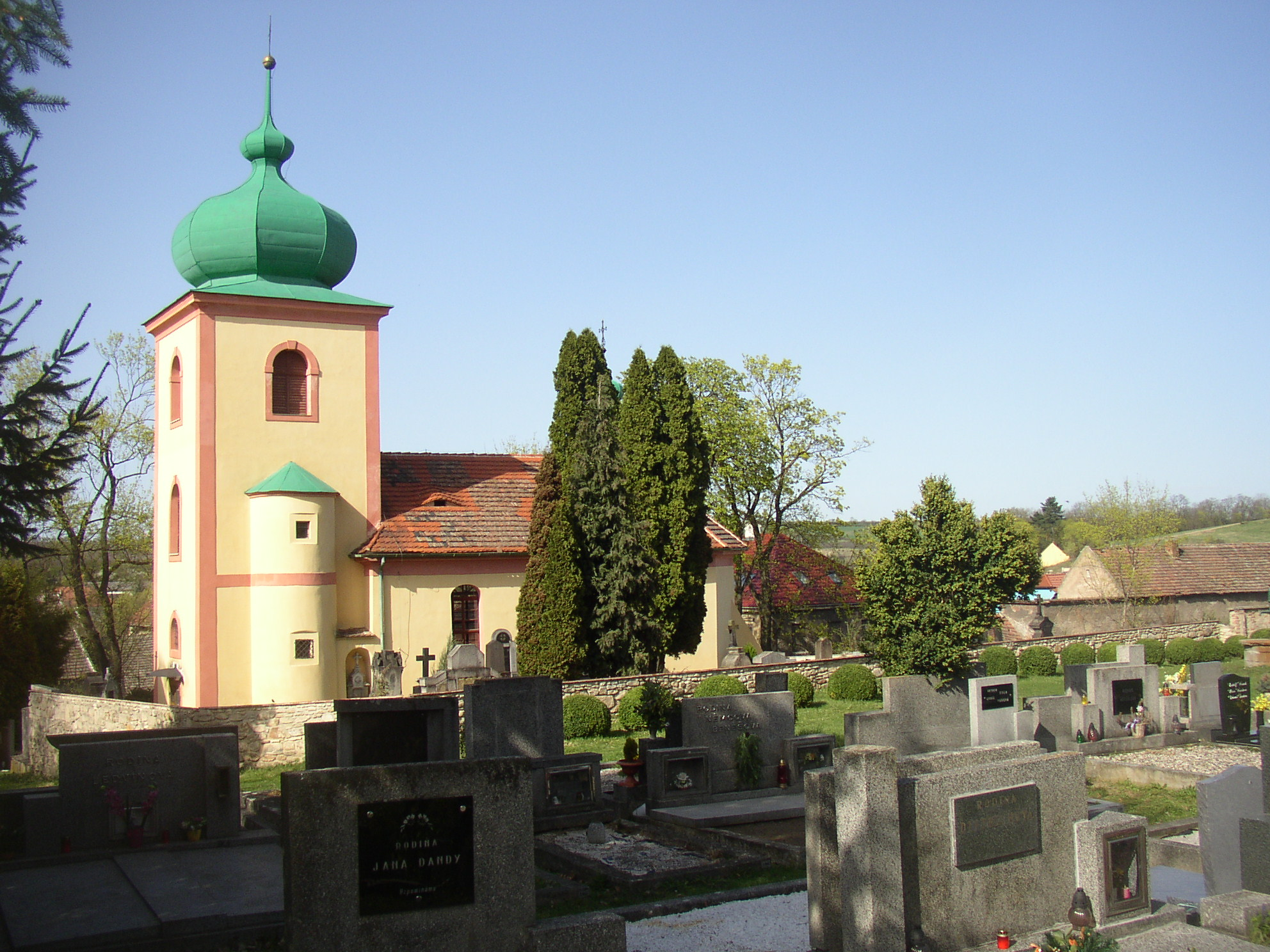
Kostel Všech Svatých se hřbitovem při jihozápadním okraji vsi
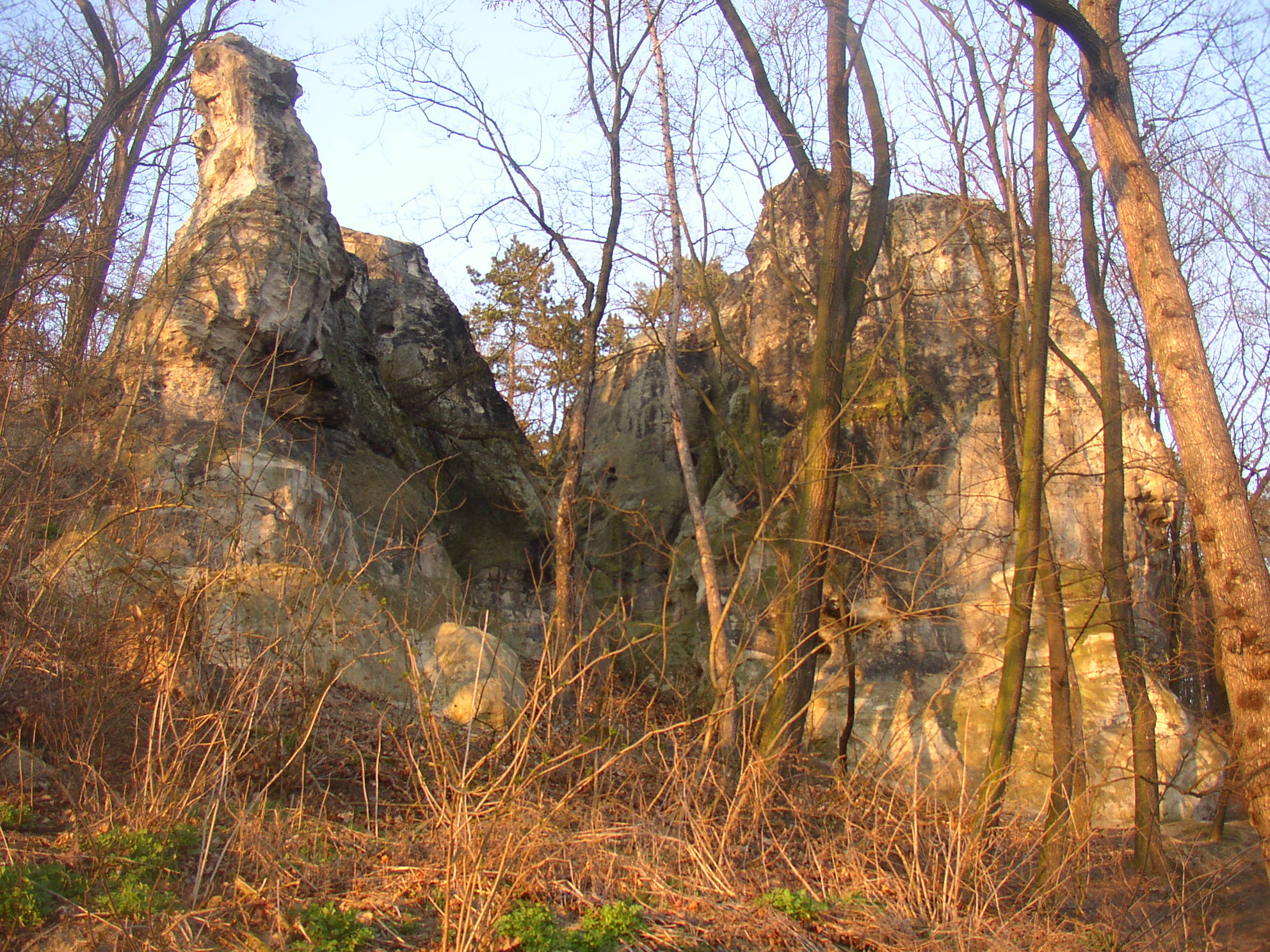
Husova kazatelna
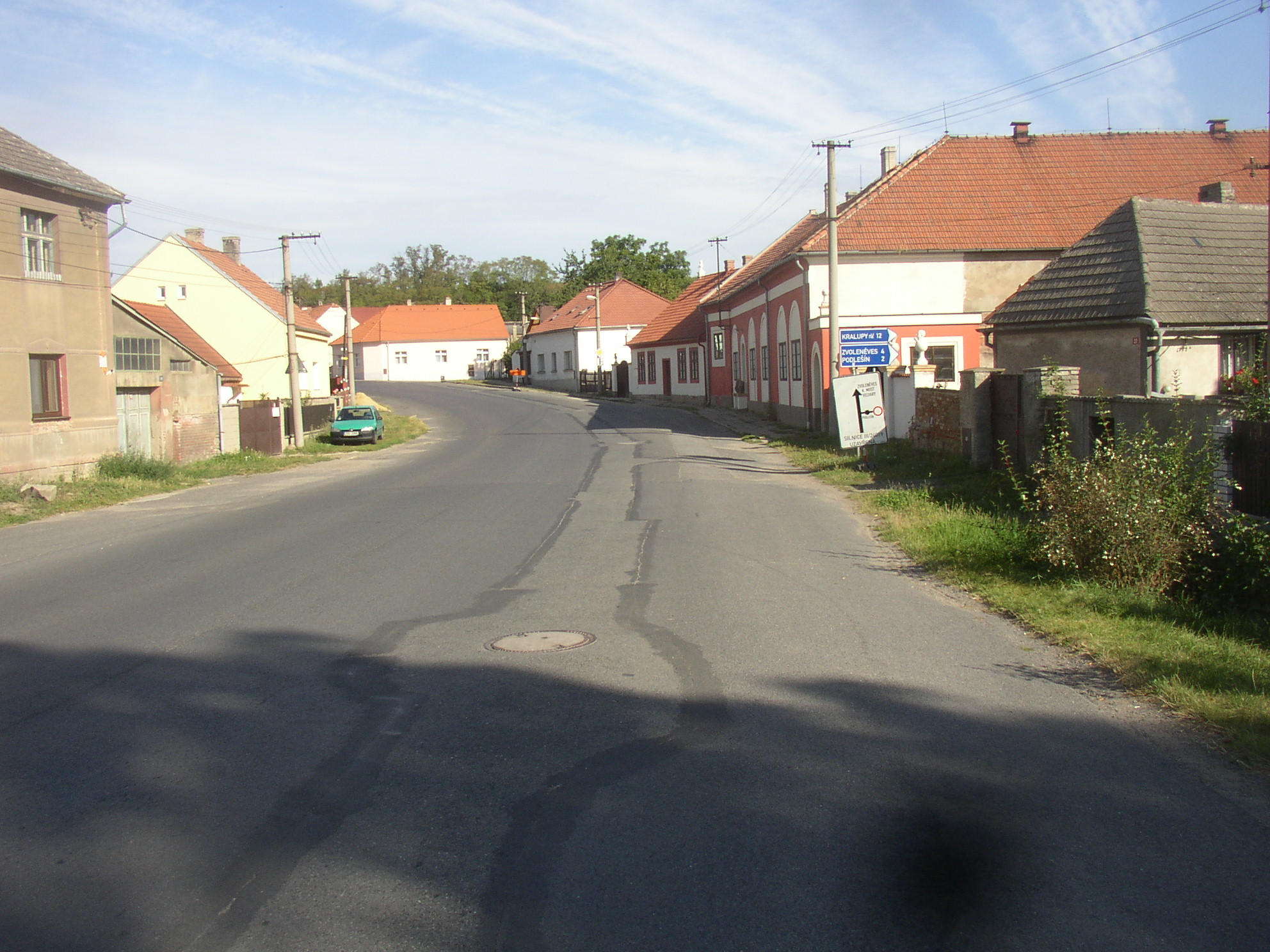
Průjezdní silnice a bývalé kino, dnes filmový ateliér